# Queen of da Souf
Queen of da Souf è il primo album in studio della rapper statunitense Mulatto, pubblicato il 21 agosto 2020 dalla Streamcut Records e RCA Records. Ha debuttato nella classifica statunitense il 31 agosto alla numero 44.

## Antefatti e pubblicazione
Nel 2019, Mulatto ha avuto successo con il singolo B*tch from da Souf e ad inizio 2020 ha firmato un contratto discografico con RCA Records. Il singolo ha raggiunto la posizione numero 95 nella Billboard Hot 100 ed è stato certificato disco d'oro dalla RIAA, negli Stati Uniti. A dicembre 2019 è stato realizzato il remix del singolo con le rapper Saweetie e Trina. Il remix è stato incluso sia nel suo EP Hit the Latto del 2019 che in Queen of da Souf . Un giorno prima di annunciare l'arrivo dell'album, è stato rivelato che Mulatto era stata inclusa nella 2020 Freshman Class di XXL. Il 12 agosto 2020, Mulatto tramite i suoi account sui social media ha annunciato l'uscita di Queen of da Souf e ha rivelato la copertina insieme alla data di uscita. Tre giorni dopo, Mulatto ha rivelato l'elenco delle tracce per l'album, ma non ha reso note le collaborazioni contenute, lasciando indovinare ai fan gli artisti presenti nell'album. Mulatto ha rivelato i featuring il 19 agosto.
L'11 dicembre 2020 la rapper ha pubblicato la versione estesa dell'album che vede l'aggiunta di 5 tracce bonus tra le quali è presente una collaborazione con il rapper Lil Baby.

## Singoli
Il singolo principale dell'album, B*tch from da Souf è stato pubblicato nel gennaio 2019 ed è diventato il successo principale di Mulatto. La versione remix con Saweetie e Trina è stata pubblicata nel dicembre 2019 ed è stata inclusa nell'album.
Il primo singolo promozionale dell'album No Hook è stato pubblicato il 23 aprile 2020. È stata la prima pubblicazione ufficiale di Mulatto dopo l'accordo con la RCA Records ed è stata pubblicata assieme al video musicale. No Hook racconta la storia di Mulatto. Un mese dopo, He Say She Say è stato pubblicato come secondo singolo promozionale dell'album insieme a un video musicale in quarantine style (il video è stato girato durante la quarantena nel corso della pandemia globale di COVID-19).
Muwop con Gucci Mane è stato pubblicato il 30 luglio 2020 come secondo singolo ufficiale dell'album. La canzone campiona il singolo di Mane del 2007 Freaky Gurl ed è stata pubblicata in concomitanza con il video musicale. Il singolo viene trasmesso nelle radio statunitensi a partire dal 25 agosto 2020.
Il video musicale per la traccia dell'album Youngest n Richest, è stato pubblicato il giorno di uscita dell'album.
On God è il terzo e ultimo singolo estratto dall'album. Il video musicale è stato pubblicato il 10 settembre 2020 su YouTube tramite il canale ufficiale di Lyrical Lemonade ed è diretto da Cole Bennett.

## Produzione
Alla composizione di testi e musiche per l'album hanno collaborato artisti come Pharrel Williams, Lil Jon, Chad Hugo, Keith Sweat e Murda Beatz. Ai produttori del disco, con le tracce bonus, si aggiungono Kid Hazel, Johnny Dutra, i The Loopholes, Dj Shawdi Pi ed altri.

## Tracce
1. Youngest n Richest – 1:45 (Alyssa Stephens, Joel Banks, Taylor Banks)
2. Muwop (feat. Gucci Mane) – 3:20 (Stephens, Radric Davis, Anthony White, Bobby Session, Jr., Ronny Wright, Keldrick Sapp)
3. In N Out (feat. City Girls) – 3:15 (Stephens, Jatavia Johnson, Caresha Brownlee, Shane Lindstrom, Johnny Dutra, Jocelyn Donald, Derrick Grey)
4. He Say She Say – 2:25 (Stephens, Mark Bankhead, Jr., Randy Turner, Jr., Bijan Amirkhani)
5. Pull Up (feat. 21 Savage) – 2:36 (Stephens, J. Banks, T. Banks, Shéyaa Abraham-Joseph, Diego Avendano, Christian Ward, Germán Valdés, Jaucquez Lowe, Fletcher Redd)
6. Toya Turnup Talks (Skit) – 0:36 (Stephens, J. Banks, T. Banks, Avendano, Jonathan Smith, Craig Love, Deonjelo Holmes, Eric Jackson, Jr.)
7. On God – 1:53 (Stephens, J. Banks, T. Banks, Avendano, Smith, Love, Holmes, Jackson, Jr., Donald, Joshua Woods, Pharrell Williams, Charles Hugo)
8. Look Back at It – 2:47 (Stephens, Julian Taylor, Darryl Clemons, Charles Driggers, Jordan Holt-May)
9. No Hook – 1:43 (Stephens, Bankhead, Jr., Turner, Jr., Tracy Maxwell, Jr.)
10. Off Top (feat. 42 Dugg) – 2:16 (Stephens, Ward, Lowe, Dion Hayes, Edgar Ferrera)
11. My Body – 2:58 (Stephens, Alicia Williams, Paul Dawson, Keith Sweat, Scott Fitzgerald)
12. Blame Me – 2:06 (Stephens, Driggers, Kevin White, Michael Woods II, Kevin Price, Scott Carter)
13. B*tch from da Souf (feat. Saweetie & Trina) (Remix) – 3:44 (Stephens, J. Banks, Matthew Banks, Diamonté Harper, Katrina Taylor)

Tracce bonus dell'edizione estesa
1. Queen – 2:16 (testo: Stephens – musica: Kid Hazel e Johnny Dutra)
2. Sex Lies (feat. Lil Baby) – 2:41 (Stephens, Clemons, Dominique Jones, N. Charles, Steven Alexander, Morgan)
3. Step It Up – 2:41 (Stephens, Javar Rockamore, K-So Jaynes, Roman Rondiak)
4. Stank – 2:29 (Stephens, Carlos Goodwin, Clemons, Jaucquez Lowe, Julian Taylor)
5. Spend It – 2:31 (Stephens, Avendano, J. Banks, Jordan Holt-May, T. Banks)

## Classifiche
| Classifica (2020) | Posizione massima |
| ----------------- | ----------------- |
| Stati Uniti       | 44                |